# Biruința
Biruința – miasto w północnej Mołdawii, w rejonie Sîngerei. W 2014 roku liczyło 2625 mieszkańców.